# (8202) Gooley
(8202) Gooley es un asteroide perteneciente al cinturón de asteroides, región del sistema solar que se encuentra entre las órbitas de Marte y Júpiter.
Fue descubierto el 11 de febrero de 1994 por Kin Endate y Kazuro Watanabe desde el observatorio de Kitami.

## Designación y nombre
Designado provisionalmente como 1994 CX2, fue nombrado en honor a Barry Gooley (nacido en 1956), quien es presidente de la tienda de astronomía Kokusai Kohki en Kioto. Astrónomo aficionado estadounidense que observaba en su país desde los desiertos de California hasta la cima del monte Fuji, introdujo la imagen astronómica CCD a nivel amateur en Japón y promueve activamente el intercambio de información entre aficionados japoneses y extranjeros.

## Características orbitales
Gooley está situado a una distancia media del Sol de 2,915 ua, pudiendo alejarse hasta 3,150 ua y acercarse hasta 2,681 ua. Su excentricidad es 0,080 y la inclinación orbital 3,080 grados. Emplea 1818,26 días en completar una órbita alrededor del Sol.
Los próximos acercamientos a la órbita de Júpiter ocurrirán el 6 de diciembre de 2046, el 13 de febrero de 2081 y el 9 de febrero de 2107.

## Características físicas
La magnitud absoluta de Gooley es 12,98. Tiene 6,539 km de diámetro y su albedo se estima en 0,377.